# Stian Arnesen
Stian André Arnesen (Hamar, 7 de mayo de 1978), mejor conocido con los pseudónimos de Nagash o Lex Icon, es un músico noruego de black metal. Toca la guitarra, el bajo, la batería y el sintetizador.

## Biografía
Comenzó a escribir música en 1991, junto con Fafnir y Glaurung para un proyecto llamado Troll.
Fafnir y Glaurung dejaron pronto la banda, pero Lex Icon (en ese tiempo como Nagash) continuó el proyecto Troll solo, tocando guitarra y teclados.
Más tarde fundaría otra banda llamada Covenant con Blackheart (ahora conocido como Psy Coma) en 1993.
Después de sacar dos álbumes In Times Before the Light y Nexus Polaris la banda tuvo que cambiar el nombre por otro, ya que existía una banda de Suecia con el nombre de Covenant.
De a poco fue ganando reputación en la escena del black metal, que después sería el bajista de Dimmu Borgir en 1996. En 1999 el termina saliendo de Dimmu Borgir y se concentra en The Kovenant, al mismo tiempo cambia el estilo musical de la banda e imagen, de Black metal a Industrial Metal, con el fin de reflejar la dirección artística que The Kovenant había tomado..
En 2004, ahora conocido como Lex Icon, formó equipo con Shagrath en una nueva banda de heavy metal llamada Chrome Division. En esta banda tocaría batería.
Lex terminó saliendo de Chrome Division y se dedicó 100% al trabajo de su nuevo disco con The Kovenant.
Ahora también está involucrado con Nocturnal Breed (como baterista de sesión, bajo el nombre de Rick Hellraiser), Carpe Tenebrum y Throat Violence.
Lex Icon en la última década comenzó a creer en la Ufología y la exploración del espacio (esto se puede notar en el enfoque de Cyber-Industrial en el álbum Aria Galáctica).

## Discografía
| Con The Kovenant Álbumes de estudio - 1997: In Times Before the Light - 1998: Nexus Polaris - 1999: Animatronic - 2003: S.E.T.I. - 2011: Aria Galáctica | EP - 2003: S.E.T.I. Club Demo - 1994: From the Storm of Shadows Bootlegs - 2000: Wâldrock 2000 - 2006: Fragments of Reality |

| Con Troll Álbumes de estudio - 1996: Drep de kristne - 2000: The Last Predators - 2001: Universal - 2010: Neo-Satanic Supremacy Demo - 1995: Trollstorm over Nidingjuv |

| Con Carpe Tenebrum Álbumes de estudio - 1997: Majestic Nothingness - 1999: Mirrored Hate Painting |

| Con Dimmu Borgir Álbumes de estudio - 1997: Enthrone Darkness Triumphant - 1999: Spiritual Black Dimensions - 1999: Devil's Path / In the Shades of Life (Divididos) | EP - 1996: Devil's Path - 1998: Godless Savage Garden DVD - 1996: World Misanthropy - 1996: Live & Plugged Vol. 2 (también en video) |